# Вестфельт-Эггертц, Ингеборг
Ингеборг Вестфельт-Эггертц (швед. Ingeborg Westfelt-Eggertz; 17 мая 1855, Стокгольм — 17 мая 1936, Гамлеби, лен Кальмар) — шведская художница. Работала преимущественно в жанре портрета и пейзажа.

## Биография и творчество
Ингеборг Вестфельт-Эггертц родилась в 1855 году в Стокгольме в семье камер-юнкера Карла Вестфельта и Авроры Лётман. В 1870-х годах училась в Технической школе (швед. Tekniska skolan, ныне Университет-колледж искусств, ремёсел и дизайна) и в Академии искусств в Стокгольме. С 1865 по 1900 год сотрудничала со шведской художницей-иллюстратором Йенни Нюстрём в журнале «Ny illustrerad Tidning».
В 1883 году Ингеборг Вестфельт-Эггертц отправилась в Париж. В 1880-х годах в Париже учились и работали многие художницы из Швеции, в том числе Йенни Нюстрём, Элизабет Кейзер и Герда Тирен. Она особенно сдружилась с Элизабет Кейзер и подарила той на память небольшую картину с изображением дома в Мёдоне — по всей видимости, обе художницы жили там, поскольку Мёдон, расположенный недалеко от Парижа, пользовался популярностью у художников из Скандинавии.
Вернувшись в Стокгольм, Вестфельт-Эггертц, вместе с Элизабет Кейзер, открыла школу живописи в Стокгольме, где преподавала с 1890 по 1893 год. Позднее она основала собственные школы: вначале в Ландскруне (1897—1900), а затем в Гётеборге (1903).
Вестфельт-Эггертц писала портреты, пейзажи и фигуры, как маслом, так и пастелью. Две её работы были приобретены Буэнос-Айресским музеем. Работы художницы также экспонировались на Парижском салоне 1889 года и на Всемирной выставке в том же году. Кроме того, среди наград художницы — золотая медаль в Аркашоне (1888), серебряная медаль в Версале (1889) и поощрительная премия в Эврё.
Ингеборг Вестфельт-Эггертц была замужем за литератором Эмилем Эггертцем. Умерла в 1912 году в Гамлеби.

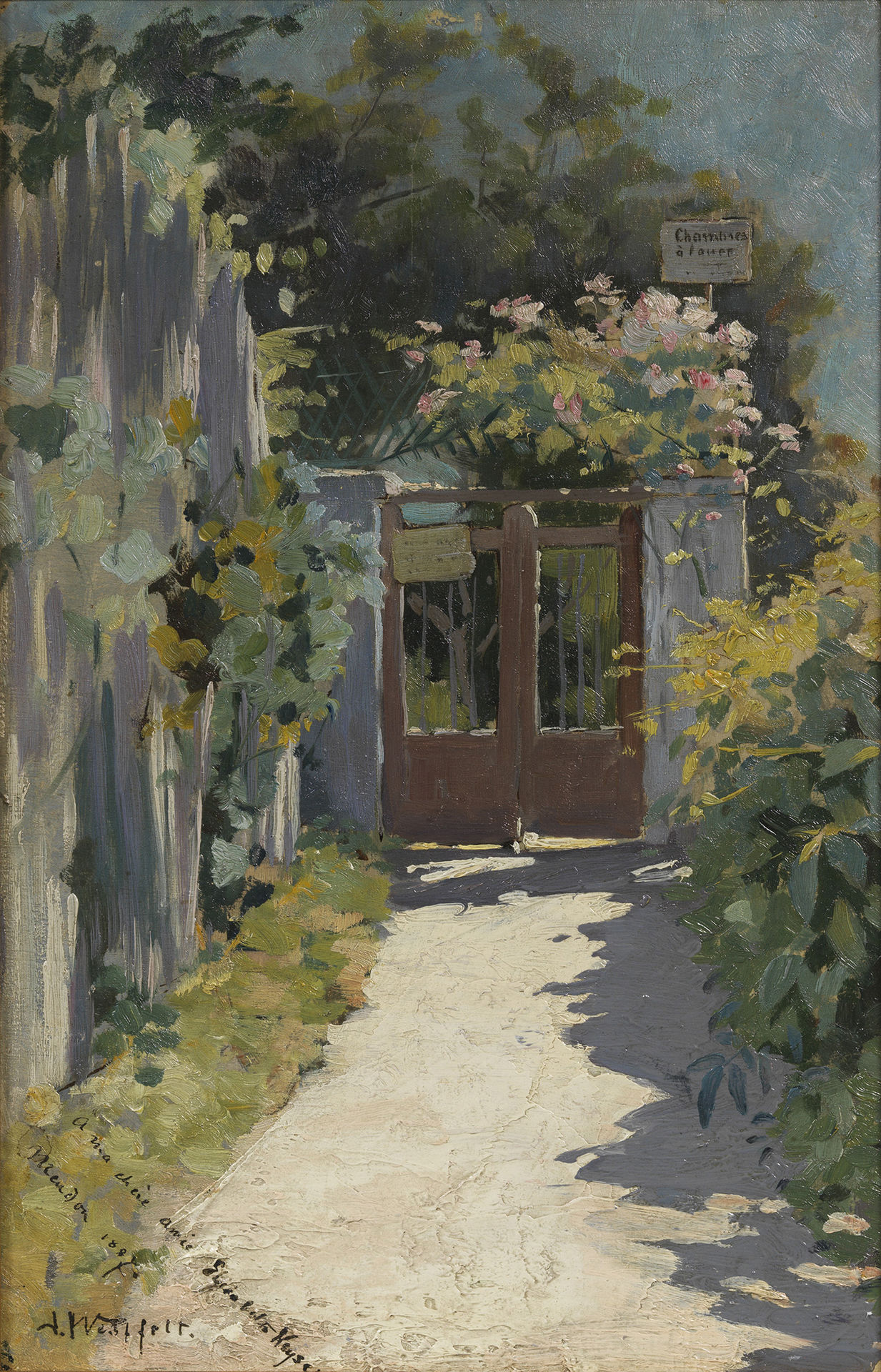
Мёдонский мотив. 1887
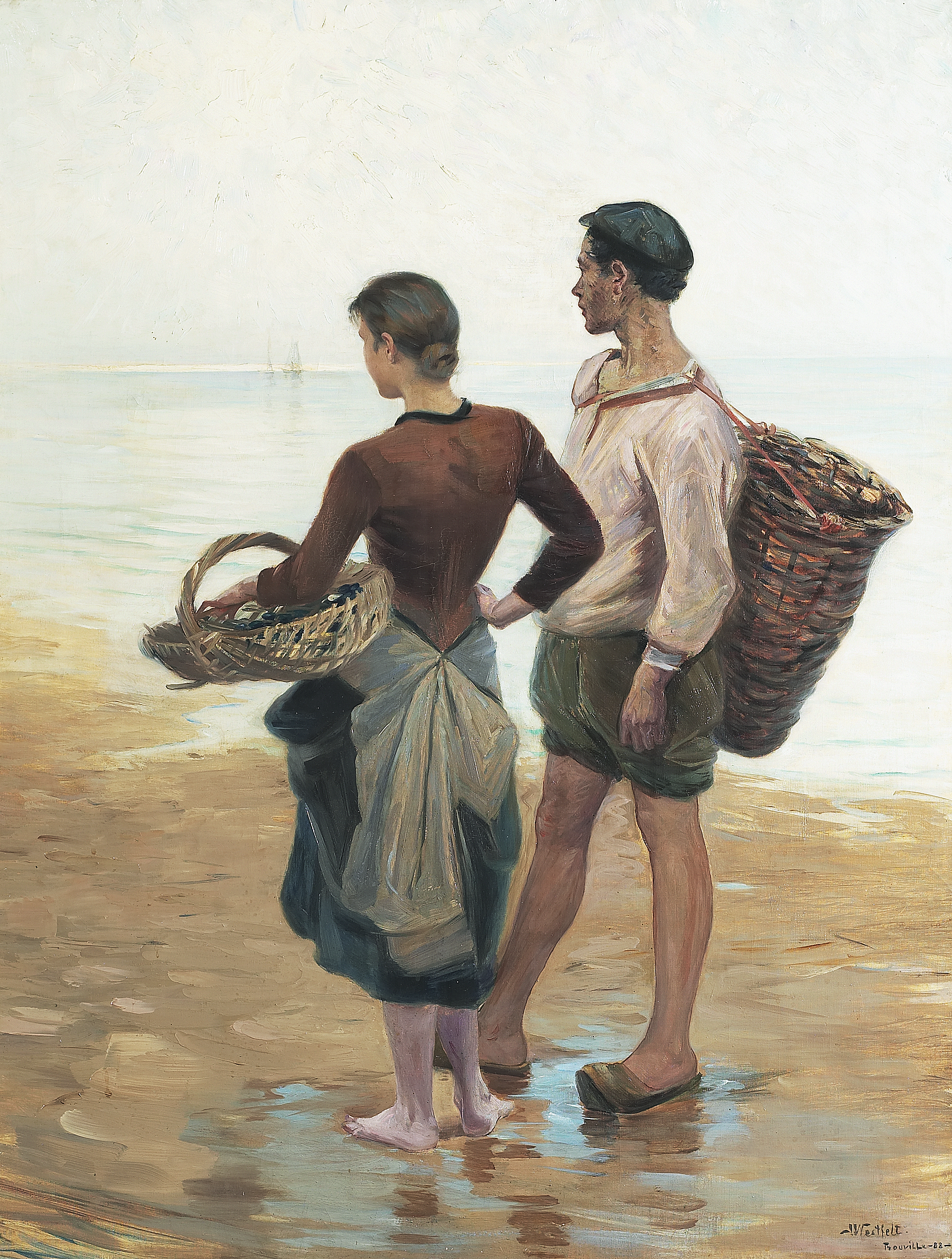
Утро. Трувиль. 1888
Цветущие вишни
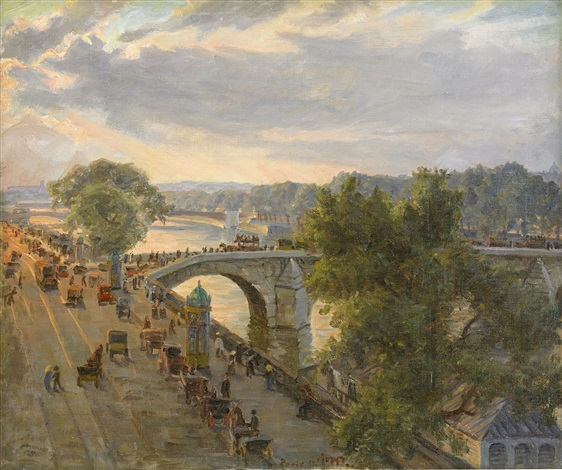
Парижский мотив. 1911